# Rodalia d'Astúries
Rodalia d'Astúries (oficialment Cercanías Asturias) és un servei ferroviari entre Oviedo, Gijón i Avilés i altres ciutats (Llangréu, Mieres…) i pobles d'Astúries. El sistema és operat per Renfe Operadora. Existeix l'actual xarxa des dels anys 80, quan incluia a FEVE. En el cas d'Astúries està formada per 9 línies, 6 de ample mètric i 3 ibèric.
La línia C-1 Renfe Operadora comparteix vies en tot el seu recorregut amb trens de Mitjana Distància Renfe de la línia R-30 i amb trens de llarga recorregut Alvia, Talgo i Estrella. Les línies C-2 i C-3 comparteixen via amb la C-1 i tots aquests serveis entre Soto de Rey i Oviedo i entre Llamaquique i Villabona de Asturias, respectivament.
Tres de les línies de ample mètric comparteixen vies amb els trens regionals que comuniquen Astúries amb Cantabria i Galícia, les línies C-4, C-6 i C-7.

Mapa de la xarxa

| Nom  | Color | <<           | >>                                  | Estacions | Ample (mm) |
| ---- | ----- | ------------ | ----------------------------------- | --------- | ---------- |
| C-1  |       | Gijón/Xixón  | Fierros                             |           | 1.668      |
| C-2  |       | Oviedo/Uviéu | L'Entregu/El Entrego                |           | 1.668      |
| C-3  |       | Llamaquique  | San Xuan                            |           | 1.668      |
| C-4  |       | Gijón/Xixón  | Cudillero                           |           | 1.000      |
| C-5  |       | Gijón/Xixón  | Pola de Laviana/La Pola de Llaviana |           | 1.000      |
| C-5a |       | Oviedo/Uviéu | Gijón/Xixón                         |           | 1.000      |
| C-6  |       | Oviedo/Uviéu | L'Infiestu Apeadero                 |           | 1.000      |
| C-7  |       | Oviedo/Uviéu | San Esteban                         |           | 1.000      |
| C-8  |       | Baiña        | Collanzo                            |           | 1.000      |